# تل بلهدون
تل بلهدون مربوط به دوران پیش از تاریخ ایران باستان است و در شهرستان اقلید، بخش حسن‌آباد، روستای بکان واقع شده و این اثر در تاریخ ۱۲ بهمن ۱۳۸۱ با شمارهٔ ثبت ۷۳۳۶ به‌عنوان یکی از آثار ملی ایران به ثبت رسیده است.
در بکان علاوه بر تل بلهدون تلهای دیگری هم وجود داردکه شامل ۵ تل می‌باشد. امانمی دانم چرا هیچ‌کدام به ‍ثبت نرسیده است.